# 順寧府

雲南省の順寧府の位置（1820年）

順寧府（じゅんねいふ）は、中国にかつて存在した府。元代から民国初年にかけて、現在の雲南省臨滄市一帯に設置された。

## 概要
1327年（泰定4年）、雲南の蒲蛮が元に帰順すると、順寧府と宝通州と慶甸県が置かれた。
1382年（洪武15年）、明により宝通州と慶甸県が廃止され、順寧府は順寧州に降格した。1384年（洪武17年）、順寧州は順寧府に昇格した。順寧府は雲南省に属した。1597年（万暦25年）、大侯州は雲州と改称されたが、雲州と勐緬長官司は順寧府に転属した。勐氏が土司として知府を世襲した。
清のとき、順寧府は雲南省に属し、順寧県・緬寧庁・雲州・耿馬宣撫司を管轄した。
1913年、中華民国により順寧府は廃止された。